# Sakoanala
Sakoanala là một chi rau đậu thuộc họ Fabaceae. 
Nó gồm các loài:
- Sakoanala madagascariensis